# Doo Doo Doo Doo Doo (Heartbreaker)
«Doo Doo Doo Doo Doo (Heartbreaker)» —en español: «Doo Doo Doo Doo Doo (rompe corazones)»— es un sencillo de The Rolling Stones y es la cuarta canción del álbum Goats Head Soup de 1973.

## Inspiración y composición
Escrita por Mick Jagger y Keith Richards, la letra de la canción corresponde a dos historias: La primera se basa en una historia real de un chico que fue tiroteado por la policía de Nueva York al confundirlo con un ladrón, y la segunda es la de una niña de diez años que murió en la calle por sobredosis de drogas. Ninguno de estos acontecimientos es causal, sin embargo, es posible que Jagger haya incorporado en las letras algunos elementos de un tiroteo policial que ocurrió en esa época.
En abril de 1973, un chico de diez años llamado Clifford Glover estaba con su padre cuando la policía lo detuvo a punta de pistola en Queens, Nueva York, supuestamente confundiéndolos con sospechosos de un robo a mano armada. (según testigos, los ladrones eran mucho más altos que el niño). El muchacho y su padre corrieron, temiendo que estuvieran a punto de ser víctimas de un robo. La policía los persiguió y uno de los oficiales le disparó al niño de 10 años por la espalda, matándolo. La bala entró en la espalda baja de Glover y emergió en la parte superior de su pecho (es decir, atravesó su corazón). El caso generó disturbios y una acusación de homicidio contra el oficial, quien luego fue absuelto en un juicio por jurado.
El cartucho .44 magnum se había hecho famoso recientemente por la película de Dirty Harry de 1971, en la que Harry Callahan utiliza "el arma más poderosa del mundo" para limpiar las calles de la delincuencia. Las letras complementan la música, que la revista Rolling Stone calificó de "R&B urbano", debido a su influencia funk y su destacada parte de clavinet (interpretada por Billy Preston).

## Grabación y lanzamiento
Se registró por primera vez entre noviembre y diciembre de 1972, antes de ser vuelto a grabar a principios del verano siguiente. Keith Richards tocó bajo y compartió tareas de guitarra con Mick Taylor. Jim Price realizó el arreglo para vientos y tocó el saxo, mientras que Chuck Findley se hizo cargo de la trompeta. Mick Taylor tocó el solo de guitarra (que cuenta con el uso de un pedal wah - wah, y un amplificador Leslie); Billy Preston tocó el clavinet (también usando un wah - wah) y un piano RMI Electra.
Lanzado como el segundo sencillo de Goats Head Soup en diciembre de 1973 y llegó al lugar #15 del Billboard Hot 100.

## Personal
Acreditados:
- Mick Jagger: voz
- Keith Richards: Bajo, coros
- Mick Taylor:guitarra eléctrica, coros
- Charlie Watts: batería
- Ian Stewart: piano
- Jim Price: saxofón
- Chuck Findley: trompeta
- Billy Preston: órgano, piano

## Posicionamiento en las listas
| Listas (1974)                      | Mejor posición |
| ---------------------------------- | -------------- |
| Estados Unidos (Billboard Hot 100) | 15             |